# Walid Amber
Walid Amber (Arabic:وليد عمبر) (sinh ngày 11 tháng 1 năm 1993) là một cầu thủ bóng đá người Các Tiểu vương quốc Ả Rập Thống nhất. Hiện tại anh thi đấu ở vị trí Tiền vệ chạy cánh cho Shabab Al-Ahli.